# Blowin' in the Wind
Blowin' in the Wind — пісня Боба Ділана, випущена 1963 року. Вийшла в альбомі The Freewheelin' Bob Dylan, а також як сингл. 1999 року пісня отримала премію Греммі. Ця пісня потрапила до списку 500 найкращих пісень усіх часів за версією журналу Rolling Stone
Офіційний реліз пісні «Blowin' In The Wind» відбувся 27 травня 1963 року на лейблі «Columbia Records». Жанр музики цієї пісні музикознавці визначають, як фолк. У 1960-ті роки «Blowin' In The Wind» став гімном руху за громадянські права жителів Америки, оскільки ця пісня розкривала такі теми, як війна і мир, свобода і щастя. Приспів пісні «Відповідь, мій друг у повітрі» (англ. The answer, my friend, is blowin' in the wind), був охарактеризований музикознавцями, як «неоднозначний». У чарті «Billboard» в липні 1963 року пісня «Blowin' In The Wind» зайняла 2-е місце. Багато співаків та музикантів надалі виконували свої кавер-версії на пісню Боба Ділана. Свої версії цієї пісні записали такі своєрідні музиканти, як Марлен Дітріх, Елвіс Преслі, «Peter, Paul and Mary», «The Hollies», Дюк Еллінгтон, Ніл Янг, ЕТА Джеймс, Стіві Уандер і Доллі Партон.
У 1997 році Ділан був запрошений до Ватикану на міжнародний конгрес католицької церкви, де він виконав три інші свої пісні («Knockin' on Heaven's Door», «A Hard Rain's A-Gonna Fall» і «Forever Young»), але папа Іван Павло II, ймовірно добре знайомий з його творчістю, згадав про пісню «Blowin' in the Wind». Він назвав її можливо однією з найвідоміших пісень Ділана, яка стала гімном для багатьох молодих людей, які шукали сенс життя в 1960-х роках. У своїй промові перед натовпом 300 000 молодих італійських католиків Папа згадав «Blowin' in the Wind», сказавши, що «відповідь безсумнівно у вітрі», але не тому, який здуває, а «у вітрі Святого духа, який приведе до Христа». Ділан, виконавши пісні, зняв свій бежевий ковбойський капелюх і піднявся на поміст привітати Івана Павла. «Blowin' in the Wind» особливо підняли на прапор під час боротьби проти війни у В'єтнамі в другій половині 1960-х. У 1960-70-х роках багато протестантських церков стали виконувати цю пісню як гімн. Боб Ділан в різний час значився агностиком, потім новонаверненим християнином. Також він відвідує юдейські релігійні заходи
Первісна назва цієї пісні звучала, як «Дев'ять запитань» (англ. Nine Questions). І тільки потім вона стала називатися по строчці з приспіву. На початку пісня складалася з двох куплетів, і перше її публічне виконання відбулося 16 квітня 1962 року в «Gerde's Folk City» (кафе-клуб в Гринвіч-Віллидж), в Нью-Йорку, з двома куплетами збереглося на бутлегерскіх записах. Незабаром після цього виступу, Ділан додав в середину ще один куплет. У друкованому вигляді 2-й і 3-й куплети часто вказуються в невірному порядку. Ймовірною причиною цього є те, що Ділан додав третій куплет до оригіналу свого рукопису, вирішивши не створювати копію твори з внесеними змінами. За словами Ділана, джерелом натхнення для цієї пісні послужив старий спірічуел «No More Auction Block». Текст пісні був вперше виданий в травні 1962 року в шостому випуску журналу «Broadside». Журнал заснований Пітом Сігер і присвячений популярним пісням сучасності. Ділан вперше виконав пісню на британському телебаченні в січні 1963 року. Тоді музикант взяв участь в телеспектаклі «Бі-бі-сі» — «Божевільний будинок на Касл-Стріт».
У червні 1962 року історія пісні увійшла в книгу «Sign Out!» З коментарями Боба Ділана: Про історію створення цієї пісні я можу розповісти небагато. Важливо лише те, що відповідь, дійсно,— «в подиху вітру». Цю відповідь можна знайти ні в одній книзі, фільмі, телевізійному шоу або почути на семінарі. Зрозумійте, що відповідь всього лише вітер — і живе він в подиху вітру. Багато знаючі люди намагаються переконати мене, що відповідь на моє запитання існує, але я відмовляюся вірити в це. Я як і раніше стверджую, що відповідь знає тільки вітер. Наша головна проблема в тому, що ми не робимо спроб знайти цю відповідь, і навіть, коли нам здається, що ми дуже близькі до цього… ця відповідь знову відлітає, подібно подуву вітру. Це можна порівняти з діями злочинців — з тими, у кого мізки набакир, коли вони знають, що чинять неправильно, але все одно роблять це. Мені всього лише 21 рік, і я розумію, що мені відомо небагато… Ті, кому вже понад 21, безумовно, розумніші і досвідченіші.
Текст пісні, можливо, написаний під впливом Старого Завіту, Книга пророка Єзекіїля, 12:1–2 [2]. (Порівняйте 12:1–2 і уривок з пісні, написаний Діланом «Скільки вух потрібно людині, щоб почути … Скільки разів людина може відвертатися, перш, ніж побачити? …» [2]). Музичний критик Майкл Грей припустив, що текст пісні є прикладом об'єднання Діланом біблійного тексту. Особлива риторична форма, розгорнута в Новому Завіті лежить в основі тексту з книги пророка Єзекіїля.
«Blowin' in the Wind» здобув усесвітню популярність, коли пісню записале американське фолк-тріо «Peter, Paul and Mary», продюсером якої був менеджер Ділана, Альберт Гроссман. Сингл мав неймовірні показники продажу — 300 000 примірників за перший тиждень. 13 липня 1963 пісня посіла 2-е місце в хіт-параді «Біллборд», продажі перевищили мільйон екземплярів. Один з учасників тріо, Пітер Ярроу, згадував, що коли він сказав Ділану, що той може отримати понад 5000 доларів від авторських прав на цю пісню, Ділан промовчав. Версія «Peter, Paul and Mary» також провела п'ять тижнів у хіт-параді «Hot Adult Contemporary Tracks». «Blowin 'in the Wind» вважається гімном руху за громадянські права 1960-х. У вересні 2005 року «BBC» показала документальний фільм Мартіна Скорсезе «Немає шляху назад: Боб Ділан» про життя і творчість молодого Ділана. У документальному фільмі одна з активісток цього руху і госпел-співачка Мевіс Степлз описує своє здивування, коли вона вперше почула цю пісню — вона не могла зрозуміти, як молодий білий чоловік міг написати пісню так виразно передати надії і сподівання чорношкірих.
Під враженням від пісні зірка ритм-енд-блюзу Сем Кук написав центральний твір соул-музики 1960-х — «A Change Is Gonna Come» (укр. Настають зміни), величавий гімн боротьби чорношкірих за рівність. Запис увійшла в «концертний» альбом музиканта 1964 року — «Live At the Copacabana». Проте основним виконавцем пісень Ділана в ці роки була його наречена, Джоан Баез, значна частина репертуару якої в той час належала перу Ділана.
Музичний критик Енді Джілл пише: Випуск «Blowin' in the Wind» став вершиною композиторської кар'єри Ділана. У порівнянні з такими надмірно простими піснями, як The Ballad of Donald White і The Death of Emmett Till, Blowin' in the Wind помітно відрізняється на їх фоні. До прикладу, пісня The Ballad of Donald White хоч і рясніла словами, але сам сенс композиції був невизначеним. «Blowin' in the Wind», навпаки, мала більш ніж певний, глибокий зміст. Вона зачіпає тему свободи, і на сьогодні є однією з небагатьох пісень, з якою нерозривно пов'язане ім'я Боба Ділана, вічного борця за громадянські права.

## Помилкові звинувачення в плагіаті
У листопаді 1963 року американський журнал «Newsweek» звинуватив Ділана в тому, що він вкрав пісню «Blowin' in the Wind» у одного студента з Нью-Джерсі, Лоррі Вьятт: його однокурсники повідомляли, що чули від студента цю пісню ще до того, як вона знайшла популярність у виконанні Ділана і тріо «Peter, Paul & Mary».
Коли Вьятта запитали, чому він перестав її виконувати, той відповів, що продав права на пісню за одну тисячу доларів, а гроші пожертвував на благодійність. Як з'ясувалося пізніше, текст пісні був виданий Діланом ще в 1962 році, в журналі «Broadside», де його і вичитав Вьятт. Багато років опісля він освідчувався в інтерв'ю, що відчував комплекс через свою бездарність і вкрав пісню, щоб підживити свою популярність у складі студентського колективу самодіяльності. У своєму обмані Вьятт зізнався в 1974 році журналу «New Times».

## Подальша доля пісні
У книзі англійського письменника Дугласа Адамса «Путівник Галактикою» перший рядок пісні «Скільки шляхів повинен кожен пройти?» (Англ. How many roads must a man walk down?) Пропонується як «Остаточне Питання» (див. Відповідь на головне питання життя, всесвіту і всього такого). Також існує припущення, що цей рядок є натяком на пісню Білла Брунзі — «When Will I Get to be Called a Man?» (Укр. Коли я зможу назвати себе людиною?). У фільмі режисера Роберта Земекіса «Форрест Гамп» перед відправкою до В'єтнаму Форрест знаходить Дженні в стриптиз-клубі, коли вона виконує пісню Боба Ділана «Blowin' in the Wind». При цьому конферансьє представляє її як «Боббі Ділан». На саундтреці до фільму цю пісню виконує Джоан Баез (альбом «From Every Stage», 1976 рік).
У 1975 році текст пісні був включений в підручник англійської мови для середньої школи в Шрі-Ланці. Відомо, що в ті роки йшли суперечки про заміну даного віршу іншим, більш підходящим, яким був, на погляд редакторів, твір Вільяма Шекспіра. Під час протестних маніфестацій в США проти війни в Іраку, багато оглядачів помітили, що демонстранти не співають нових пісень, воліючи «Blowin' in the Wind» та їй подібні старі пісні.
У 2009 році Боб Ділан погодився на використання своєї композиції в телевізійній рекламі британської компанії «The Co-operative». «The Co-operative» стверджували, що Ділан прийняв це рішення, керуючись «високими етичними принципами справедливої ??торгівлі». Ділан уклав угоду з «The Co-operative», що займається підготовкою серії телевізійних рекламних роликів продуктових магазинів, похоронних бюро і фінансових послуг. Представник «The Co-operative» заявив, що «Blowin' in The Wind» абсолютно точно виражає оптимізм компанії. Співпраця з «The Co-operative» стало для Ділана не першим участю в рекламній кампанії. У 2004 році музикант знявся в рекламі нижньої білизни фірми «Victoria's Secret».

## Кавер-версії
Пісня «Blowin' in the Wind» звучить українською мовою в альбомі «60/70» гурту «Кам'яний Гість» та має назву «Вітер десь носить».
1. 1 2  ISWC Network